# 1-메틸인돌
1-메틸인돌(영어: 1-methylindole)은 매우 강한 불쾌한 냄새가 나는 진한 노란색 점성 액체로, 자극적이며 잠재적으로 독성을 가지는 유기 화합물이다. 1-메틸인돌의 화학식은 C9H9N이다.

## 같이 보기
- 인돌
- 메틸기
- 2-메틸인돌 (메틸케톨)
- 스카톨 (3-메틸인돌)
- 5-메틸인돌
- 7-메틸인돌